# Alena Lewtchanka
Alena Lewtchanka (biélorusse : Алена Леўчанка, russe : Елена Левченко (Yelena Levtchenko)), née le 30 avril 1983 à Homiel, est une basketteuse biélorusse.

## Biographie
Elle part faire des études universitaires aux États-Unis. Durant sa carrière à West Virginia, elle est perturbée par de nombreuses blessures au genou, ce qui ne lui laisse disputer que 42 rencontres. De ce fait, elle n'est pas sélectionnée lors de la Draft WNBA.
Cela ne l'empêche de débuter dans la ligue américaine en 2006, après avoir brillé lors de matchs d'avant saison. Cependant sa carrière avec la franchise de Charlotte est perturbée par une nouvelle blessure. 
Après la saison WNBA, elle signe un contrat en Europe, dans le club lituanien de TEO Vilnius. À la fin de la même saison, elle évolue durant six rencontres en Espagne avec Estudiantes Madrid avant de rejoindre son précédent club pour la saison suivante.
En 2008, après la première phase de l'Euroligue, le club russe de UMMC Iekaterinbourg, souffrant d'un manque de rotation sur le poste de pivot la recrute pour la fin de la saison. Elle participe ainsi au Final Four de l'Euroligue, battue en demi-finale par un autre club russe, le Spartak Moscou avant de remporter la troisième place face au club français Bourges Basket.
Après une saison WNBA 2007 passée avec les Mystics de Washington, elle est recrutée lors de la draft d'expansion 2008 par la nouvelle franchise du Dream d'Atlanta. Elle n'évolue toutefois avec cette franchise que lors de la saison WNBA 2010.
Elle est le pilier de la sélection nationale biélorusse. Leur victoire face à la Russie en quart de finale du Mondial 2010 leur permet d'obtenir la 4e place du tournoi et à Yelena Lewtchanka d'être choisie dans le cinq idéal de la compétition. 
À l'été 2011, elle rejoint UMMC Iekaterinbourg, club russe dont elle a déjà porté les couleurs en 2008-2009.
En octobre 2012, Alena Lewtchanka signe au Liaoning Hengye en Chine. En 18 rencontres pour Liaoning (14 victoires, 8 défaites, 3e place), elle inscrit en moyenne 17,7 points et 9,1 rebonds.
Alors qu’elle s’apprêtait à prendre l’avion pour Athènes afin de préparer son retour à la compétition, Lewtchanka fut arrêtée à l’aéroport international de Minsk le 30 septembre 2020 avant de subir 15 jours de détention pour sa participation aux manifestations biélorusses de 2020 contre le gouvernement du président Alexandre Loukachenko,.
Elle renoue au Panathinaïkós d’Athènes avec la compétition au début du mois de février 2021, soit quatre mois après la date prévue.

## Club
| Saisons   | Équipe                                         | Pays        |
| 1996-1999 | BelGUT Gomel                                   | Biélorussie |
| 1999-2000 | BelGUT-Vedritsa Gomel Region                   | Biélorussie |
| 2000-2002 | Seminole Community College (NJCAA)             | États-Unis  |
| 2002-2003 | Wabash Walley (NJCAA)                          | États-Unis  |
| 2003-2006 | Mountaineers de la Virginie-Occidentale (NCAA) | États-Unis  |
| 2006-2007 | TEO Vilnius                                    | Lituanie    |
| 2007      | Estudiantes Madrid (prêt)                      | Espagne     |
| 2007-2008 | TEO Vilnius                                    | Lituanie    |
| 2008-2009 | UMMC Iekaterinbourg                            | Russie      |
| 2009-2010 | Galatasaray İstanbul                           | Turquie     |
| 2010-2011 | AZS AJP Gorzów Wielkopolski                    | Pologne     |
| 2011      | Wisła Cracovie                                 | Pologne     |
| 2011-2012 | UMMC Iekaterinbourg                            | Russie      |
| 2012-2013 | Liaoning Hengye                                | Chine       |
| 2013-2014 | Good Angels Košice                             | Slovaquie   |
| 2013-2014 | İstanbul Üniversitesi SK                       | Turquie     |
| 2014-2015 | Jiangsu Phoenix                                | Chine       |
| 2015-2016 | Guangdong Dolphins                             | Chine       |
| 2016-2017 | Université du Proche-Orient                    | Turquie     |
| 2017-2019 | Sichuan Blue Whales                            | Chine       |
| 2019-2020 | Homenetmen Antélias                            | Liban       |
| 2020-2021 | Panathinaïkós Athènes                          | Grèce       |

### Ligues d’été
| Saisons | Équipe                       | Pays       |
| 2006    | Sting de Charlotte (WNBA)    | États-Unis |
| 2007    | Mystics de Washington (WNBA) | États-Unis |
| 2010    | Dream d'Atlanta (WNBA)       | États-Unis |
| 2012    | Dream d'Atlanta (WNBA)       | États-Unis |

## Palmarès

### Club
- Participation au Final Four de l'Euroligue 2008 (3e place)

### Sélection nationale
- Championnats d'Europe
  -  Médaille de bronze au Championnat d'Europe 2007 en  Italie
  - 4e du Championnat d'Europe 2009 en  Lettonie

## Distinction personnelle
- Meilleure rebondeuse du Championnat d'Europe de basket-ball féminin 2009[10]
- Élue dans le meilleur cinq du championnat du monde 2010[11].